# Joachim Schneider (Historiker)

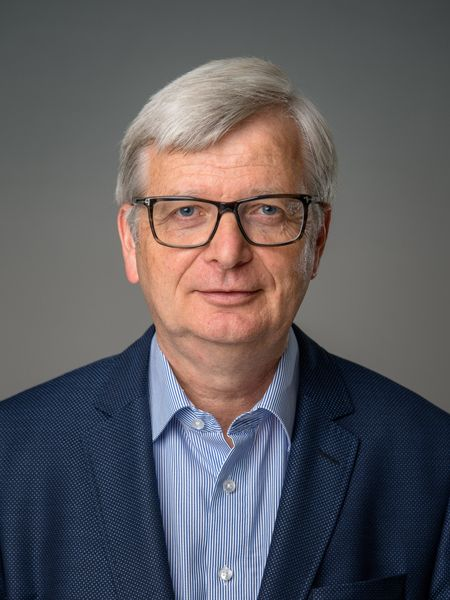
Joachim Schneider (2019)

Joachim Schneider (* 25. März 1960 in Ansbach) ist ein deutscher Historiker. Er ist Experte für die spätmittelalterliche Chronistik.

## Leben und Wirken
Joachim Schneider studierte von 1980 bis 1987 Geschichte und Deutsch sowie Sozialkunde an den Universitäten Würzburg und Tübingen. Er war von 1987 bis 1989 Wissenschaftliche Hilfskraft an der Universität Würzburg. Dort wurde er 1990 promoviert mit einer von Rolf Sprandel betreuten Arbeit über Heinrich Deichsler und die Nürnberger Chronistik des 15. Jahrhunderts. Von 1990 bis 1992 war er Wissenschaftlicher Mitarbeiter am historischen Teilprojekt ‚Zeitgeschichtschroniken des Spätmittelalters in deutscher und lateinischer Version’ im Sonderforschungsbereich 226 ‚Wissensorganisierende und wissensvermittelnde Literatur des Mittelalters’ Würzburg-Eichstätt. Von 1993 bis 2001 war er Wissenschaftlicher Assistent am Institut für Geschichte der Universität Würzburg am Lehrstuhl für Geschichte mit besonderer Berücksichtigung der mittelalterlichen Sozial- und Wirtschaftsgeschichte. Im Jahr 2001 erfolgte die Habilitation an der Universität Würzburg mit der Arbeit über den spätmittelalterlichen deutschen Niederadel im landschaftlichen Vergleich.
Schneider hatte 2001/02 eine Vertretung des Lehrstuhls für Geschichte mit besonderer Berücksichtigung der mittelalterlichen Sozial- und Wirtschaftsgeschichte an der Universität Würzburg inne. Von 2003 bis 2007 war er im DFG-Projekt „Eberhard Windeck und sein ‚Buch von Kaiser Sigmund’. Die Darstellung von Herrscher und Reich im früheren 15. Jahrhundert“ tätig. Er hatte eine Lehrvertretung der Professur für Mittelalterliche Geschichte und geschichtliche Landeskunde an der Universität Marburg (2007/08). Im Jahr 2008 war er Lehrkraft für besondere Aufgaben bei der Professur für Mittelalterliche Geschichte an der Universität der Bundeswehr in Hamburg. Im selben Jahr wurde er zum außerplanmäßigen Professor an der Universität Würzburg bestellt.
Von 2008 bis 2012 vertrat er den Lehrstuhl für Mittlere und Neuere Geschichte und Vergleichende Landesgeschichte am Historischen Seminar der Universität Mainz. Dort war er von 2009 bis 2011 Geschäftsführender Leiter des Historischen Seminars und von 2012 bis 2014 Lehrkraft für besondere Aufgaben. 2014/2015 hatte er Lehraufträge beim Lehrstuhl für Sächsische Landesgeschichte am Institut für Geschichte der TU Dresden. Von 2016 bis 2017 übte er eine Lehrtätigkeit an der Universität Würzburg aus. Von 2017 bis 2019 war er Lehrkraft für Deutsch und Literatur am Beruflichen Gymnasium der Semperschulen in Dresden. Er hatte 2018 einen Lehrauftrag am Institut für Geschichte der TU Dresden. Seit 2019 ist er Leiter des Bereichs Geschichte am Institut für Sächsische Geschichte und Volkskunde. Im Jahr 2022 wurde Schneider zum außerplanmäßigen Professor der Technischen Universität Dresden bestellt.
Seine Forschungsschwerpunkte sind die sächsische Landesgeschichte und Vergleichende Landesgeschichte, die Historiographiegeschichte und die Erinnerungskultur im Spätmittelalter sowie die Sozial- und Kulturgeschichte des Mittelalters vor allem zu Adel, Höfen und Stadt. In seiner Habilitation will er die „Unterschiede der Existenzbedingungen von sozialen Formationen des Niederadels“ im spätmittelalterlichen Reich erklären. Mit einem prosopografischen Zugriff untersucht er die Gruppenbildungsprozesse im Niederadel am Beispiel (Kur-)Sachsen, Altbayern und Franken im Zeitraum von 1400 bis 1530, berücksichtigt aber auch benachbarte Regionen wie Böhmen oder Brandenburg. Er wertet als Quellen Turnierlisten, Wappenbücher, Heroldsdichtungen, Landtafeln, Lehnsbücher sowie Musterungs- und Steuerlisten aus. Im Ergebnis habe man bei allen regionalen bis lokalen Eigenheiten in der Sozial- und Herrschaftsstruktur im „landschaftlichen Rahmen mit einem ständigen sozialen Wandel“ zu rechnen.
Schneider legte 2018 eine Synthese von Leben und Werk Eberhard Windecks vor. Schneider verfolgt mit seiner Arbeit das Ziel, die Chronik von Eberhard Windeck „als Teil der vielschichtigen Lebenswelt ihres Autors zu erweisen“. Er macht dabei deutlich, dass „sowohl der Lebensweg Windecks wie auch das Profil seiner Chronik ein Musterfall für die Eingebundenheit regionaler und lokaler, ja zuweilen selbst familiärer Ereignisse in reichsweite und europäische Zusammenhänge“ sind.

## Schriften (Auswahl)
Monographien
- Eberhard Windeck und sein „Buch von Kaiser Sigmund“. Studien zu Entstehung, Funktion und Verbreitung einer Königschronik im 15. Jahrhundert (= Geschichtliche Landeskunde. Band 73). Franz Steiner Verlag, Stuttgart 2018, ISBN 3-515-12059-9.
- Spätmittelalterlicher deutscher Niederadel. Ein landschaftlicher Vergleich (= Monographien zur Geschichte des Mittelalters. Band 52). Hiersemann, Stuttgart 2003, ISBN 3-7772-0312-2.
- Heinrich Deichsler und die Nürnberger Chronistik des 15. Jahrhunderts (= Wissensliteratur im Mittelalter. Band 5). Reichert, Wiesbaden 1991, ISBN 3-88226-503-5 (Zugleich: Würzburg, Universität, Dissertation, 1989) (online).

Herausgeberschaften
- mit Andreas Rutz, Marius Winzeler: Kurfürst Johann Georg I. und der Dreißigjährige Krieg in Sachsen (= Spurensuche. Geschichte und Kultur Sachsens. Sonderband 2). Sandstein, Dresden 2024, ISBN 978-3-95498-802-0.
- mit Karl-Heinz Braun, Mathias Herweg, Hans W. Hubert, Thomas Zotz: Das Konstanzer Konzil – Weltereignis des Mittelalters 1414–1418. Essays. Theiss, Darmstadt 2013, ISBN 978-3-8062-2849-6.
- mit Matthias Schnettger: Verborgen – Verloren – Wiederentdeckt. Erinnerungsorte in Mainz von der Antike bis zum 20. Jahrhundert. Zabern, Darmstadt/Mainz 2012, ISBN 978-3-8053-4527-9.
- Kommunikationsnetze des Ritteradels im Reich um 1500 (= Geschichtliche Landeskunde. Band 69). Franz Steiner Verlag, Stuttgart 2012, ISBN 978-3-515-10279-7.
- mit Hans-Peter Baum, Rainer Leng: Wirtschaft – Gesellschaft – Mentalitäten im Mittelalter. Festschrift zum 75. Geburtstag von Rolf Sprandel (= Beiträge zur Wirtschafts- und Sozialgeschichte. Nr. 107). Steiner, Stuttgart 2006, ISBN 3-515-08882-2.